# Isla Tiboulen de Maïre
La Isla Tiboulen de Maïre (del francés: Île Tiboulen de Maïre) es una isla deshabitada en el sur de Francia cercana a la Isla Maïre, en el archipiélago de Riou, al sur de Marsella, comuna a la que pertenece. Se extiende por unos 100 metros de largo y 49 de alto, la isla cuenta además con un faro de luz blanca para la señalización marítima, a una altitud de 58 metros.